# Код отсутствия. Основы белорусской ментальности
Код отсутствия. Основы белорусской ментальности — изданный первоначально в 2007 году в минском издательстве Логвинов на белорусском языке в виде курса лекций труд Валентина Акудовича, содержащий анализ становления белорусской нации, в которой он подчёркивает сельские истоки белорусской идентичности, отходит от этнонационализма и идеи неделимой белорусской нации в сторону гражданского национализма и описывает русификацию белорусской культуры. В основу текста лег цикл лекций о белорусской ментальности, который был прочитан автором в Белорусском коллегиуме в Минске. В своей книге Акудович отслеживает проблемы, не позволившие белорусам полностью сформироваться как нации.

## Проблематика
Главная тема монографии — вопрос о белорусской идентичности в исторической перспективе. В книге автор рассматривает проблемы функциональности белорусского этнонационализма, спецификой которого является стратификация на несколько культурных ниш и отсутствие фактора консолидации общества. Согласно философу, именно эти особенности являются симптомом необычного для европейского контекста пробега построения белорусской нации, а также основой национального самосознания, которая не является ярко выраженной до настоящего времени.
Причины вышеупомянутого явления философ видит не только в перманентной неблагоприятности геополитических условий в регионе, сопровождающих формирование и распространение белорусского национальной идеи, но также в отсутствии универсального общепринятого соглашения о сущности белорусского идентичности, а также в отношении к канону национально-исторических мифов. Основным фактором, влияющим на формирование этого отсутствия автор видит доминирующую роль России и доминирование её влияния на построение социальных и культурных реалий в Беларуси. Тем не менее, Акудович отстраняется и пытается не давать однозначной оценки российскому влиянию в истории кристаллизации «белорусскости», которая популярна среди противников русификации. Он при этом отмечает, что именно в Российской Империи, а не в ВКЛ, были созданы предпосылки для последующих процессов построения наций, возникших в тени русификации и полонизации.
Если бы ВКЛ - при всех возможных исторических трансформациях, - не утратило государственности до нашего времени, то, вероятно, сегодня мы бы не имели знаков ни современной белорусской нации, ни белорусского языка [...].
Философ призывает отказаться от существующих до нашего времени (бесплодных по его мнению) попыток переопределения белорусской идентичности и исторической памяти по образцу центральноевропейских этнических национализмов монолитного характера. По его мнению, необходимо положительное отношение к истории Беларуси и к процессам построения белорусской нации sui generis вместо широко распространенной оценки их как «неудачных». Акудович считает ошибочной стратегию развития белорусской идентичности способом характерным для большинства европейских народов и предлагает заменить её на сознательное уважение гетерогенного характера белорусской культуры.
Беларусь никогда не будет только белорусской, но и никогда она не будет только российской или польской [...].
Книга была переведена на русский и немецкий языки. В 2007 году за свою книгу Акудович получил литературную премию «Глиняный Велес». Большой обзор на книгу был опубликован на страницах исторического портала «H-Soz-Kult».